# 白山丸事件
白山丸事件（はくさんまるじけん）とは、1958年（昭和33年）に中国からの日本人引揚船である白山丸から第二次世界大戦後（以下、戦後）に中国へ密出国していた日本人（主に日本共産党員や共産主義支持者）が発見されて出入国管理令違反で起訴された裁判。

## 概要
1958年（昭和33年）7月に中国から舞鶴港へ引揚げた白山丸から戦後に中国へ密出国していた日本人が発見され、出入国管理令が施行された1951年（昭和26年）11月1日以後に密出国していた計56人が出入国管理令違反（密出国罪）で起訴された。
出入国管理令違反（密出国罪）の公訴時効は3年であるが、刑事訴訟法第255条の「犯人が国外にいる場合（中略）には、時効は、その国外にいる期間又は逃げ隠れている期間その進行を停止する」とする規定から、帰国した被疑者を処罰できるかどうかという時効論争が起こった。また、被疑者が密出国を行った期日が捜査機関が把握する証拠から曖昧なために密出国の期日について大幅な期間を指定した起訴状は有効かとする訴因の特定論争も起こった。

### 公訴時効
1953年（昭和28年）2月に旅券を持たずに中国に密出国して5年後の1958年（昭和33年）7月に引揚船の白山丸で帰国した男性が、舞鶴への上陸と同時に出入国管理令違反（密出国罪）で起訴された。
1962年（昭和37年）9月18日に最高裁判所は、刑事訴訟法第255条について「犯人が国外にいる場合は、実際上わが国の捜査権がこれに及ばないことにかんがみると、犯人が国内において逃げ隠れている場合とは大いに事情を異にするのであって、捜査官において犯罪の発生またはその犯人を知ると否とを問わず、犯人の国外にいる期間、公訴時効の進行を停止すると解することには、十分な合理的根拠があるというべきである」とし、また弁護側による密出国処罰規定が日本国憲法第22条第2項の「外国に移住する自由」を侵害し違憲であるとの主張については、同項の保障する自由には「外国へ一時旅行する自由を含むものと解すべきであるが、外国旅行の自由といえども無制限のままに許されるものではなく、公共の福祉のために合理的な制限に服するものと解すべきであること、および旅券法第13条第1項第5号の規定は、外国旅行の自由に対し、公共の福祉のために合理的な制限を定めたものであって、憲法第22条第2項に違反しない」として被告人（当時54歳）の上告を棄却して有罪判決が確定した。

### 訴因の特定
1952年（昭和27年）4月頃まで熊本県水俣市に居住していたが、その後所在不明となり、1958年（昭和33年）7月に引揚船の白山丸で帰国した男性が舞鶴へ上陸後、「1952年4月頃より1958年6月下旬までの間に、有効な旅券に出国の証印を受けないで、本邦より本邦外の地域たる中国に出国した」として、出入国管理令違反（密出国罪）で起訴された。
弁護側は密出国の期日について大幅な期間を指定した起訴状は訴因の特定を欠くものとして無効と主張し、訴因の特定論争が起こった。
白山丸事件で帰国した密出国者の出国時期に関する訴因の特定については、下級審では「出国時期に1年以上の幅がある起訴は訴因が特定されないから無効」「7年の幅があっても有効」と判断が分かれていた。
1962年（昭和37年）11月28日に最高裁判所は、刑事訴訟法第256条第3項について「訴因を特定する一手段として、できる限り具体的に表示すべきことを要請されているのであるから、犯罪の種類、性質等の如何により、これを詳らかにすることができない特殊事情がある場合には、法の目的を害さないかぎりの幅のある表示をしても、その一事のみを以て、罪となるべき事実を特定しない違法があるということはできない」とした上で、本件については「本件密出国のように、本邦をひそかに出国してわが国と未だ国交を回復せず、外交関係を維持していない国に赴いた場合は、その出国の具体的顛末についてこれを確認することが極めて困難であって、まさに上述の特殊事情のある場合に当るものというべく、たとえその出国の日時、場所及び方法を詳しく具体的に表示しなくても、起訴状及び第一審第一回公判の冒頭陳述によって本件公訴が裁判所に対し審判を求めようとする対象は、おのずから明らかであり、被告人の防禦の範囲もおのずから限定されているというべきであるから、被告人の防御に実質的の障碍を与えるおそれはない。それゆえ、所論刑事訴訟法第256条第3項違反の主張は、採ることを得ない。」として被告人（当時33歳）の上告を棄却して有罪判決が確定した。